# This Is Cinerama
This Is Cinerama is een Amerikaanse film uit 1952. Het was de eerste film die gebruikmaakte van Cinerama en had dan ook de functie om het publiek zo daarmee kennis te doen maken. De film werd in 2002 opgenomen in de National Film Registry.